# NN-317
La carretera NN‑317 es una vía departamental secundaria ubicada en el departamento de Rivas, en el suroeste de Nicaragua. Con una longitud de 13.22 kilómetros, conecta zonas rurales y urbanas entre el municipio de Buenos Aires y el límite con San Jorge. Esta vía fue construida en el año 2010 para mejorar el acceso hacia las comunidades de la zona sur del departamento.

## Trazado y cruces
La siguiente tabla muestra su recorrido, localidades y principales conexiones:
| km    | Localidad                                            | Departamento | Conexión / Ruta |
| ----- | ---------------------------------------------------- | ------------ | --------------- |
| 0.0   | Barrio Nicarao Calí                                  | Rivas        |                 |
| 6.5   | Comunidad rural intermedia                           | Rivas        |                 |
| 13.22 | Camino a San Luis (límite municipal Rivas–San Jorge) | Rivas        |                 |